# Geranomyia hedosyne
Geranomyia hedosyne är en tvåvingeart som först beskrevs av Alexander 1961.  Geranomyia hedosyne ingår i släktet Geranomyia och familjen småharkrankar. Inga underarter finns listade i Catalogue of Life.